# Прапор Слупська

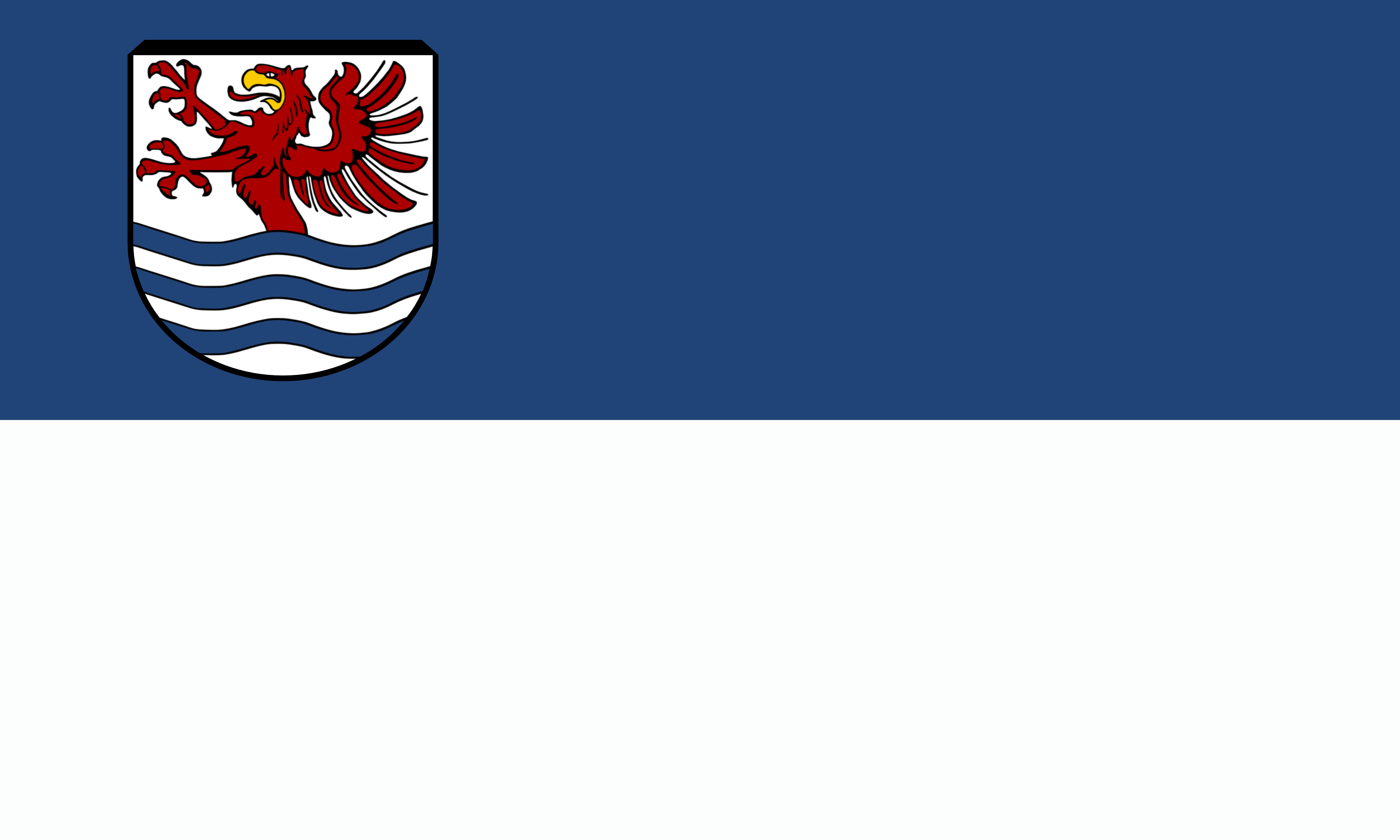
Довоєнний прапор міста Слупськ використовувався до 1945 року

Прапор Слупська - один із символів міста Слупська у вигляді прапора. Заснований з ініціативи мера Слупська Мацея Кобилінського 30 листопада 2005 р. постановою № L/627/05 міської ради Слупська. Пропонований у резолюції проєкт – повернення до історичного зразка міського прапора.

## Історія
На основі історичних файлів, що зберігаються в щецинських і берлінських архівах, і згідно із зображенням прапора, що зберігається в Мюнстерському університеті, проф.  Зигмунт Шультка з Інституту історії Польської академії наук визначив, що прапор міста Слупськ як візитний знак міста був встановлений до 1653 року, а найімовірніше наприкінці XVI століття, тобто в період, коли Слупськ належав до незалежної Поморської держави, якою керувала з початку 12 століття до 1637 року князівська династія Грифонів . Він був білого кольору із зображенням герба посередині.

## Зовнішній вигляд і символіка
Прапор Слупська був розроблений як прямокутне біле полотнище з пропорціями 5:8, однакова з обох боків, з червоними крайовими смугами довжиною 0,22 довжини довшої сторони. Розташований по центру герб Слупська у співвідношенні висоти до ширини 3:2,6 